# Horace Lamb
Pour les articles homonymes, voir Lamb.
Horace Lamb (27 novembre 1849-4 décembre 1934) est un mathématicien britannique et auteur de plusieurs livres influents en physique mathématique, Hydrodynamics (1879) et Dynamical Theory of Sound (1910) tous deux encore publiés de nos jours.

## Biographie
Il étudie à la Stockport Grammar School et à Trinity College (Cambridge) ; il se classera « Second Wrangler » au Tripos de mathématiques de 1872. Ses professeurs incluent James Clerk Maxwell et George Gabriel Stokes. En 1883 il publie un article dans les Philosophical Transactions of the Royal Society appliquant les équations de Maxwell au problème du flux d'un courant alternatif dans un conducteur cylindrique, la première étude de ce qui sera appelé plus tard l'effet de peau.
En 1932, dans un discours devant la British Association for the Advancement of Science, il exprime de façon imagée la difficulté d'expliquer et d'étudier les turbulences dans les fluides « Je suis un vieil homme maintenant, et quand je mourrai et irai au paradis, il y a deux sujets sur lesquels j'aimerais bien être éclairé. L'un est l'électrodynamique quantique, et l'autre l'écoulement turbulent des fluides. Et à propos du premier je suis plutôt optimiste ».
Lamb a été professeur à la Victoria University of Manchester. En 1884, il est élu membre de la Royal Society, de 1902 à 1904, il préside la London Mathematical Society. Il reçoit la médaille royale en 1902, la médaille Copley en 1923 et la médaille De Morgan en 1911. Un cratère sur la Lune porte son nom.